# ویتالی کوپری
ویتالی کوپری (اوکراینی: Віталій Купрій؛ زادهٔ ۷ ژوئیهٔ ۱۹۷۴) آهنگساز، و نوازنده پیانو اهل اوکراین است.